# Deutschordensballei Franken

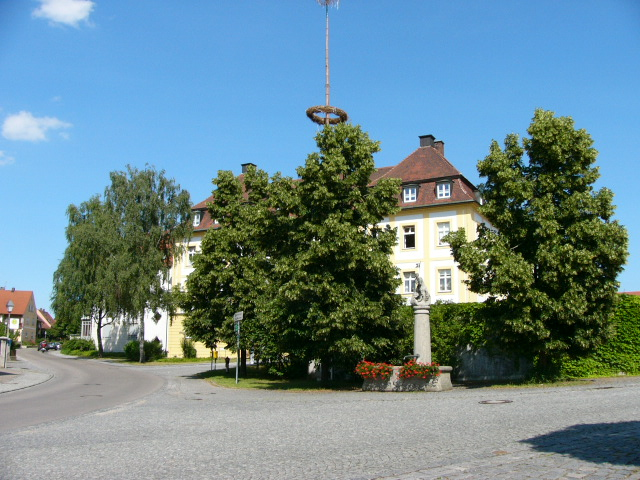
Das Ordensschloss in Absberg

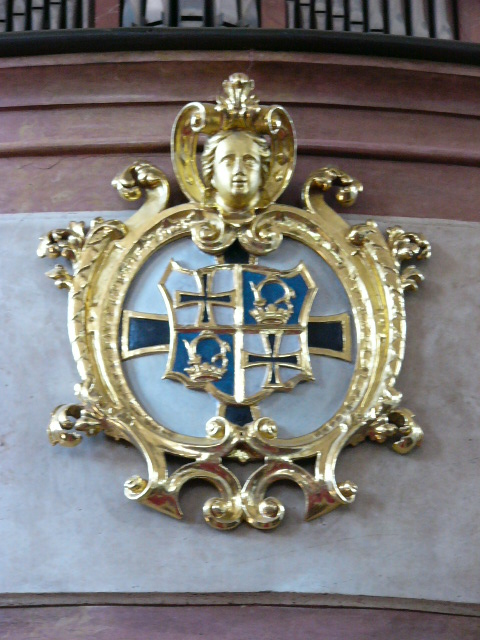
Wappen des Landkomturs Karl Heinrich von Hornstein

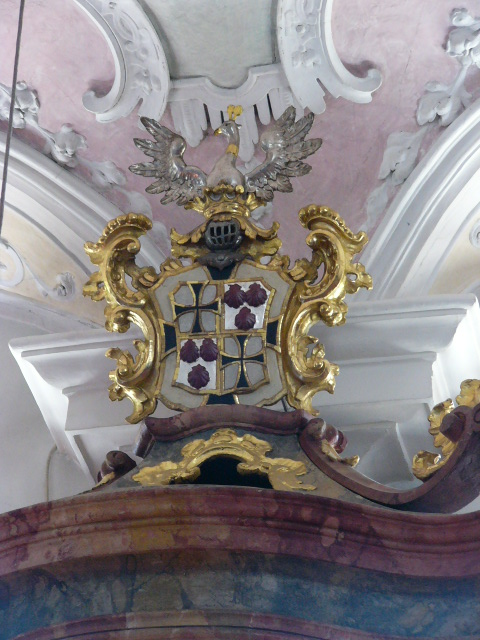
Wappen eines Deutschordensmitglieds (Landkomtur?) aus dem Hause Eyb, ebenfalls in der Absberger Schlosskirche

Die Deutschordensballei Franken war eine Ballei (vgl. mittellateinisch ballivus „Aufseher“), d. h. eine Ordensprovinz des Deutschen Ordens. Sie bestand aus 21 Kommenden, denen wiederum (Ober-)Ämter untergliedert waren. Die Ballei Franken hatte ihren Sitz in Ellingen, während das Oberhaupt des Deutschen Ordens, der Deutsch- und Hochmeister zunächst auf Burg Horneck und ab 1525 in Bad Mergentheim seinen Sitz hatte. 1268 ist mit Gerhard von Hirschberg erstmals ein Landkomtur (Vorsteher einer Ordensprovinz) der Ballei Franken genannt. Er führte damals den Titel „conmendator fratrum domus teutonice per Bawariam et Franconiam et Sweviam“. Die Oberämter wurden von Komturen geleitet, die Ämter von Amtmännern und die Gemeinden von Schultheißen. Die Ballei Franken wurde 1789 in drei Oberämter, zu Ellingen, an der Tauber und am Neckar aufgeteilt.

## Geschichte

### Ursprünge
Die Ballei Franken, später die wichtigste und reichste Ballei des Deutschen Ordens im Reich, entstand als drittletzte Deutschordensballei: Mit Gerhard von Hirschberg ist 1268 erstmals ein Landkomtur von Franken, Schwaben und Bayern nachzuweisen. Die Stellung des Landkomturs von Franken war anfangs schwach, einerseits wegen der häufigen Eingriffe des Deutschmeisters in seine Amtsbefugnisse, andererseits wegen der starken Stellung einiger Kommenden, die eigene Tochterkommenden gründeten.
Spätestens seit dem Landkomtur Gottfried von Hohenlohe (1290–1294) waren jedoch fast alle Kommenden, die 1419 zur Ballei Franken gezählt wurden, dem Landkomtur unterstellt 1216 schenkte König Friedrich II. dem Deutschen Orden das Spital Ellingen, die Keimzelle der späteren Landkommende Ellingen. Um die Mitte des 13. Jahrhunderts hatte der Deutsche Orden diesen Besitz gegen die älteren Ansprüche des Stifts Berchtesgaden behauptet. 1253 ist mit Otto von Ulm erstmals ein Komtur zu Ellingen bezeugt. Die Kommende war seit 1367 mit dem Amt des Pflegers der Ballei Franken bzw. des Statthalters des Landkomturs verbunden 1367 war mit Konrad von Aschhausen erstmals ein Pfleger der Ballei Franken in Personalunion Komtur zu Ellingen; mit Friedrich von Egloffstein (1371–1376) war erstmals ein Landkomtur zugleich Komtur von Ellingen. Ludwig der Bayer (reg. 1314–1347) ermöglichte den Herrschaftsausbau um Ellingen, als er dem Orden dort 1322 die hohe Gerichtsbarkeit verlieh. Nachdem der Deutsche Orden 1378 für Ellingen das Befestigungsrecht erhalten hatte, verstärkte sich diese Entwicklung: Ellingen entwickelte sich zum bevorzugten Sitz der Landkomture, schließlich zu ihrer prächtig ausgestatteten Residenz. Die Kommende selbst wurde zusammen mit der Kommende Nürnberg seit dem späten 16. Jahrhundert Pfründe des Landkomturs.
Die fränkischen Komture dominierten auf Grund ihrer Wirtschaftskraft den Ordenszweig im Reich und die Wahl der Deutschmeister. Das Mergentheimer Kapitel von 1444 band den Deutschmeister verfassungsmäßig an die aus dem Landkomtur und den Komturen der Ballei Franken gebildete Korporation der (Beratungsgremium der genannten Komture). Der Deutschmeister hatte sich damit auf seine reale Machtgrundlage zurückgezogen.

### Verwaltung der Ballei
Die Zentralverwaltung der Ballei Franken war in der Landkommende Ellingen angesiedelt und mit dieser strukturell verbunden. Für ein kleineres frühneuzeitliches Territorium war sie den Normen der Zeit entsprechend aufgebaut. Als höchstes administratives und judikatives Organ der zentralen Verwaltung fungierte die Balleikonferenz, in der „die eigene, den Hohen Orden und die Balley, dann die darunter sortirende Commenden und Häuser ohnmittelbahr betreffende, civil und peynliche Process, weniger nicht die in das Cameral, Contributions, Policey und Lands Verfassungswesen einschlagende sachen verhandelt“ wurden (Konferenz- und Kanzleiordnung von 1749, Landkommende Ellingen 63). In ihr waren neben dem vorsitzenden Obergerichtsverwalter weitere sieben Balleiräte vertreten, u. a. der Direktor der Kanzlei und der Revisor der Balleikasse. Als Behörden der Finanzverwaltung waren die Balleikasse, das Kontributionsamt und das Trisoleiamt für die Einnahme direkter und indirekter Steuern sowie für die Domänenverwaltung zuständig. Eine den Landkomtur beratende Stellung nahmen als sogenannte Ratsgebietiger die übrigen fränkischen Komture ein, die auch bei Stellenbesetzungen ihr Urteil abgaben.
Balleikonferenz
Als Ratsgremium fungierte dabei die Balleikonferenz. In der frühen Neuzeit dominierten darin die juristisch ausgebildeten Beamten. Sie bestand nominell aus acht Räten, darunter an erster Stelle dem Balleisyndikus, ferner dem Obergerichtsverwalter, dem Kanzleidirektor und dem Rechnungsrevisor.
Als oberste Regierungsbehörde der Ballei und des Landkomturs „übte die Balleikonferenz die gesamte landesherrliche Gewalt, die Steuererhebung, die Wehrhoheit sowie alle Blut- und zweitinstanzliche Zivilgerichtsbarkeit aus“

### Wahl des Landeskomturs
Bei der Wahl des Landkomturs wurde es schnell zur Gewohnheit, dass der Komtur der größten, finanzkräftigsten Kommende zugleich als zum Balleiobersten gewählt wurde. Dies war in der Ballei Franken der Komtur von Ellingen, der auch sehr häufig zugleich Komtur von Nürnberg war.

### Bauernkrieg
Im Bauernkrieg von 1525 überrannten die Aufständischen den Ordensbesitz an Tauber und Neckar. Die Residenz des Deutschmeisters, Horneck, und dessen Archiv gingen in Flammen auf. Die Landkommende Ellingen konnte dank der Besatzung des Ansbacher Schirmherren Markgraf Kasimir gehalten werden; die Ordenshäuser in den Reichsstädten mussten meist deren Bürgerrecht annehmen. Schließlich unterdrückte der Schwäbische Bund den Bauernaufstand.

### Reformation und Markgrafenkrieg
Zur gleichen Zeit führte die Reformation nicht nur zum Ende des gemeinsamen Lebens nach der alten Ordensregel, die beim alten Glauben verharrende Herrschaft Ellingen erhielt mit der Markgrafschaft Ansbach und den Reichsstädten Weissenburg und Nürnberg zudem protestantische Nachbarn. Das brandenburgische Ansbach wurde zum Hauptgegner des Deutschen Ordens und vor allem der Kommende Ellingen. 1552 zerstörte der Brandenburger Markgraf Albrecht Alcibiades die Komturei und die Stadt Ellingen in einem privaten Feldzug. Der Zweite Markgrafenkrieg mit dem Angriff des Markgrafen auf das Meistertum und die Deutschordensballei Franken führte zur Verwüstung des Deutschordens-Gebiets durch die Kriegszüge insbesondere gegen die Deutschordenshäuser Ellingen und Virnsberg, die Städte [Wolframs-]Eschenbach und Mergentheim und Schloß Neuhaus. Erst gegen eine Brandschatzung von 35 000 Reichstalern erfolgte der Abzug.

### Dreißigjähriger Krieg
Der Ordensbesitz in Mergentheim, Ellingen und in den Reichsstädten ging im Dreißigjährigen Krieg zeitweilig (1632–1634) nach schwedischer Besetzung durch Schenkungen verloren. 1632 brannten die Truppen Gustav Adolfs 40 Häuser der Stadt Ellingen nieder. Der Schwedenkönig schenkte die Deutschordensherrschaft anschließend
dem Markgrafen von Brandenburg. Die schwedische Besatzung und die protestantische Reichsstadt Weissenburg zerstörten 1633 Ellingen erneut «fast vollständig».[10] 1635 wurde die Deutschordensherrschaft nach dem Prager Frieden (1635) wieder restituiert. In der Stadt waren keine Einwohner mehr anzutreffen, in der Herrschaft wurden von ursprünglich 700 Untertanen nur noch 150 gezählt. Demgegenüber verlieh Kaiser Ferdinand II. (reg. 1619–1637) dem Deutschen Orden 1635/37 die Grafschaft Hohenlohe-Weikersheim. Im Westfälischen Frieden musste der Orden diese zurückerstatten, zur Rekompensation erhielt er 1651 das Reichslehen Absberg bei Ellingen. Der Friedensschluss stärkte die Position des Deutschen Ordens in den Reichsstädten.

### Ausbau der Residenz
Zu Beginn des 18. Jahrhunderts hatte sich die Ballei Franken von den Auswirkungen des Dreißigjährigen Kriegs erholt. Zeichen für die wiedergewonnene wirtschaftliche Leistungskraft und den damit einhergehenden wachsenden machtpolitischen Anspruch wurde der Ausbau des Residenzschlosses Ellingen, das mit dem Hauptbau 1717 bis 1721 unter dem Landkomtur Hornstein neu errichtet wurde.

### Erwerbungen im 18. Jahrhundert
Von dem unter dem Landkomtur Karl Heinrich von Hornstein (1668–1745) zum repräsentativen Residenzort ausgebauten Ellingen wurden auch die Ämter Absberg (1647 nach Aussterben des gleichnamigen Adelsgeschlechts durch kaiserliche Lehenexspektanz erworben), Ederheim, Hürnheim-Niederhaus, Lierheim, Mühlauhof, Reimlingen mit dem Kastenamt Nördlingen (1283 von den Grafen v. Oettingen), Röttenbach und Stopfenheim erworben. Die Hochgerichtsbarkeit konnte – neben dem erst 1647 erworbenen Obervogteiamt Absberg – nur in den geschlossenen Markungen Ellingen und Stopfenheim behauptet werden.

### Inkorporation in das Meistertum
Die Ballei Franken war einerseits territorial mit dem Meistertum eng verflochten, andererseits hatte sie die Hauptlast zum Etat des Deutschmeisters beizutragen. So lag es nahe, Meistertum und Ballei zu verbinden, zumal beide Korporationen vom Reich und vom Fränkischen Kreis als Einheit behandelt wurden. Mit dem Inkorporations- und Consolidationsvertrag vom 5. Januar 1789 zwischen dem Hoch- und Deutschmeister Maximilian Franz von Österreich und dem Statthalter Franz Konrad Philipp Zobel von Giebelstadt wurde die Ballei Franken in das Meistertum eingegliedert. Die Verwaltungsaufgaben, die bis dahin der Landkomtur und die Balleiadministration in Ellingen wahrgenommen hatten, gingen auf Regierung, Hofkammer und Geistl. Ratskollegium in Mergentheim über. In Ellingen blieb als Mittelbehörde das Oberamt Ellingen, dessen Bezirk gegenüber der Ballei Franken allerdings erheblich verkleinert worden war.
Der Orden hatte in seinen Gebieten die Hochgerichtsbarkeit inne, der Blutbann lag zunächst bei den einzelnen Ämtern, wurde später jedoch nur noch dem Hochmeister übertragen. Wie auch entsprechend den Ordensregeln im übrigen Ordensgebiet hatte der Orden die Kontrolle über das gesamte kirchliche und weltliche Leben innerhalb der Ballei Franken, auf ihn gehen die Gründung zahlreicher Schulen und Spitäler sowie der Bau vieler Kirchen im Verwaltungsgebiet zurück.

### Ende der Ballei Franken
1796 okkupierte Hardenberg wegen des mit Brandenburg-Ansbach letztendlich nicht geklärten Anspruchs auf Landeshoheit den Großteil des Oberamts Ellingen militärisch. Dies berührte die Gerichts- und Gefällerechte des Deutschen Ordens jedoch nicht.
Waren die Gebiete des Deutschen Ordens von der Säkularisation im Zuge des Reichsdeputationshauptschlusses 1803 noch verschont geblieben, so wurden sie doch im Umfeld der Rheinbundakte 1806 teilweise mediatisiert und dem Haus Österreich zugeschlagen. Bayern hatte allerdings schon im November 1805 neben der Kommende Ulm auch die Ämter Würzburg, Münnerstadt und Postbauer sowie die in seinem Bereich liegenden Güter der Ämter Nürnberg, Ellingen, Gelchsheim und Aub sowie Nördlingen-Reimlingen besetzt; Blumenthal, Gangkofen und Regensburg folgten und kamen unter bayerische Hoheit.
Der Deutsche Orden wurde 1809 in den Rheinbundstaaten aufgehoben, lediglich im Kaiserreich Österreich bestand er fort. Mergentheim und der Großteil des Neckar- und Tauberoberamtes wurden vom Königreich Württemberg besetzt, der größte Teil der ehemaligen Ballei Franken vom Königreich Bayern.

## Kommenden
- Landkomturei Ellingen (1216 bis 1786). Im Ellinger Schloss residierte von 1788 bis 1796 auch der Deutschmeister als Vorgesetzter der Komture.
  - Amt Absberg (1652–1806)[28]
  - Amt Gelchsheim
  - Amt Hürnheim bei Ederheim (1709–1806)
  - Amt Lierheim[29][30]
  - Amt Nördlingen[31]
  - Amt Reimlingen (1283–1806)[32] im Schloss Reimlingen
  - Amt Stopfenheim
- Kommende Aichach
- Kommende Blumenthal
- Kommende Donauwörth
- Kommende Eschenbach
- Kommende Gangkofen
- Kommende Giengen
- Kommende Heilbronn
- Kommende Horneck bei Gundelsheim (bis 1789).
- Kommende Kapfenburg
  - Amt Lauchheim
- Kommende Kloppenheim
- Kommende Nürnberg (1209–1806) siehe auch: St. Jakob (Nürnberg)[33]
  - Amt Postbauer[34]
  - Stadtvogteiamt Eschenbach[35]
  - Amt Dinkelsbühl[36] (im Ordensschloss)
  - Amt Schneidheim[37]
- Kommende Oettingen[38][39]
- Kommende Rothenburg
- Kommende St. Ägid (Regensburg)
- Kommende Virnsberg
  - Vogteiamt Ickelheim
- Kommende Würzburg[40][41] siehe auch: Deutschhauskirche, Mainviertel
- Kommende Winnenden mit dem Schloss Winnental[42]

Bei der Mediatisierung der Ordensgebiete ab 1802 wurden die Verwaltungsstrukturen des Ordens teilweise in die nunmehr staatlichen Verwaltungen übernommen.